# Мінусінський вугільний басейн
Мінусінський вугільний басейн — у Хакаській автономній області і Красноярському краї Росії.

## Історія
Видобувають вугілля з 1904 р.

## Характеристика
Балансові запаси вугілля 5,3 млрд т. Вугленосність пов'язана з відкладами пермського і кам'яновугільного віку. Загальна потужність вугленосної товщі досягає 1800 м, глибина залягання до 2000 м. Виявлено до 80 пластів вугілля, потужність яких перевищує 0,7 м. Вугілля кам'яне, переважно гумусове, вміст золи до 37 %. Теплота згорання 7800…8200 ккал/кг. Розробляють два родовища Чорногорське та Ізихське.
На 2004 р. загальні запаси становлять 29 млрд т, доступних для використання — 20 млрд т. Вугілля гумусове, малометаморфізоване, спікливе, використовуються в енергетиці і для коксування.

## Технологія розробки
Розробка ведеться шахтним і відкритим способами.